# Шмак

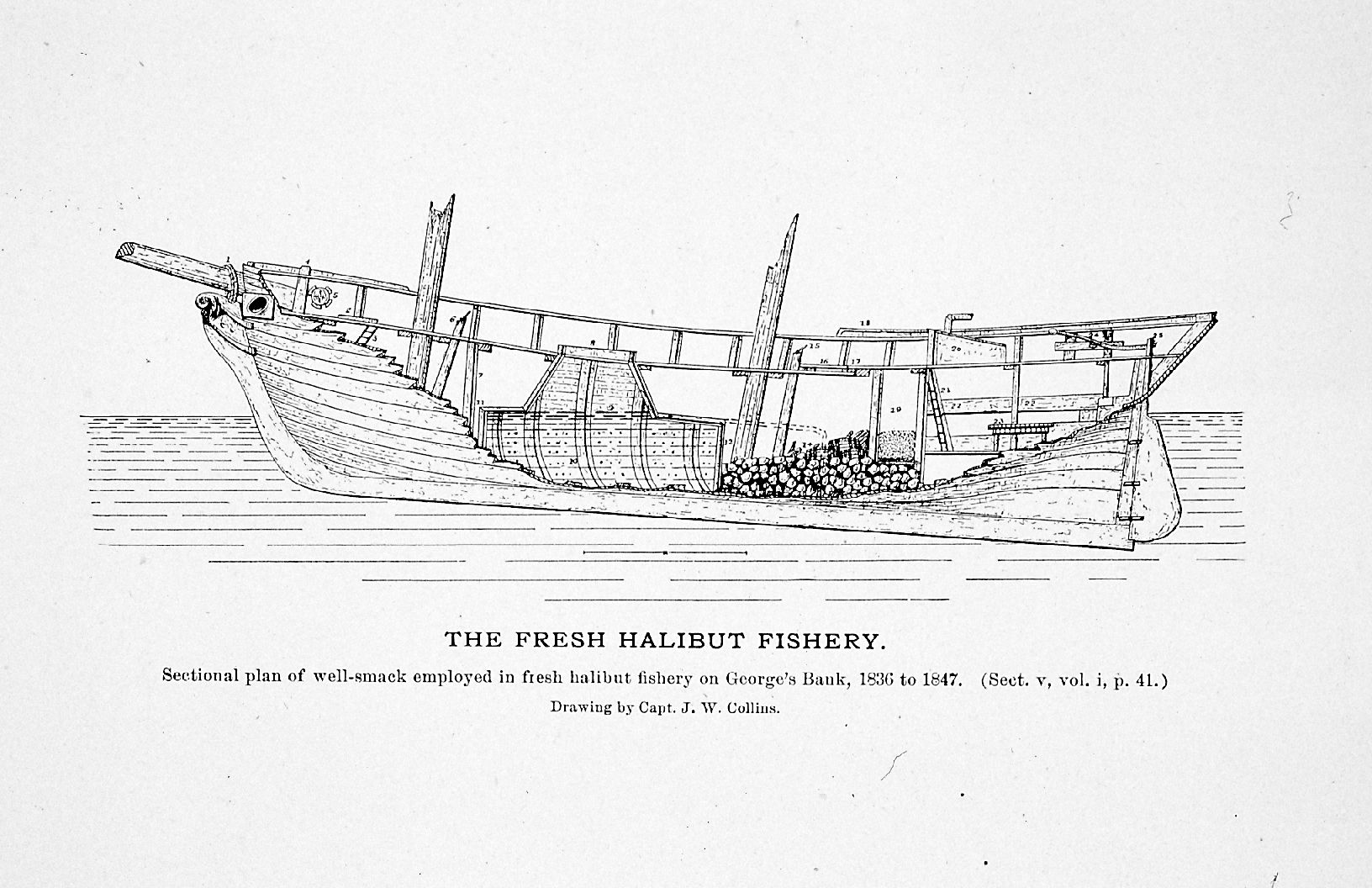
Шмак (XIX век) — разрез

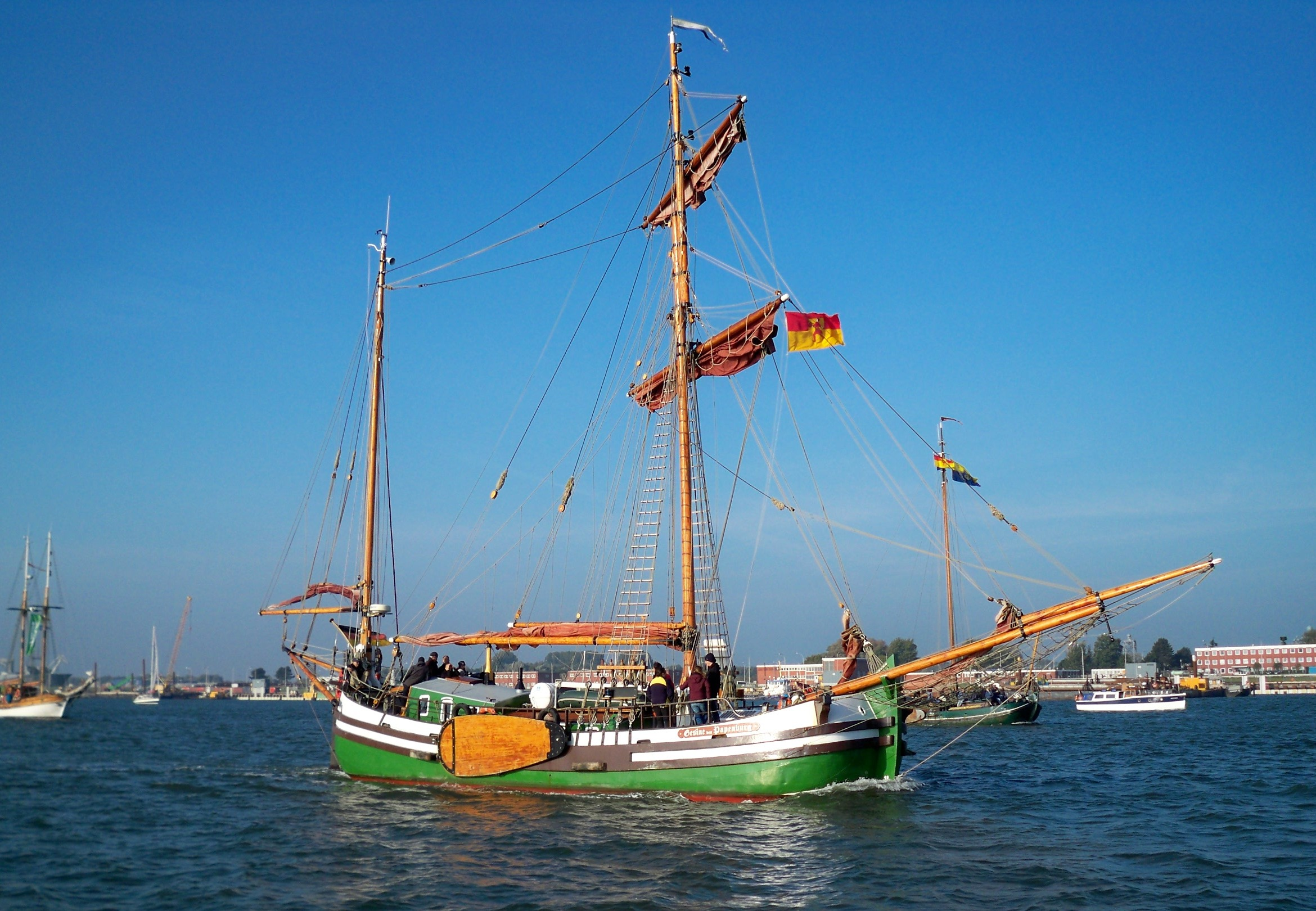
Шверт — выдвижной плавник, препятствующий сносу судна под ветер.

Шмак (также шмака, смак или снак от нидерл. Smak) — тип морского парусного судна для прибрежного плавания, распространённого в XVIII — начале XIX века на немецких и нидерландских побережьях Северного и Балтийского морей, а также в России.

## Особенности

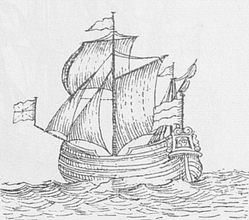
Шмак «Онега»

Полуторамачтовое грузовое судно с первоначально шпринтовым вооружением, позднее стало использоваться гафельное парусное вооружение. Грузоподъёмность (грузовместимость) 20—100 ласт (ласт обычно равнялся 2 рег. т или 5,66 м³, но имелись и местные отклонения).
Многие шмаки имели боковые шверты, а их небольшая бизань-мачта стояла очень близко к корме. Одной из особенностей был высокий кормовой фальшборт с «кормовым бимсом» (нем. Heckbalken), который над круглой кормой образовывал отверстие, где проходил румпель руля. На грот-мачте с неспускаемой стеньгой над шпринтовым гротом на рее несли топсель. В носовой части стояли три стакселя, причём фока-стаксель крепили на фока-штаге раксами, в то время как кливер и бом-кливер были «летучими».

## Распространение
Шмаки возникли в Нидерландах, позднее их стали использовать в Германии. Основным районом использования шмаков были побережья Северного и Балтийского морей, хотя эти суда использовались в районе от Иберийского полуострова до Норвегии.
В Российском императорском флоте суда данного типа строились в первой половине XVIII века для комплектования Балтийского флота и Каспийской флотилии. Использовались в качестве военных транспортов и провиантских судов.